# Mehrum (Voerde)
Mehrum ist einer der ältesten Ortsteile der Stadt Voerde (Niederrhein) im Kreis Wesel, Nordrhein-Westfalen. Mehrum liegt am rechten Ufer des Niederrheins. Im Jahr 2024 zählte das Dorf 431 Einwohner.
Während der Belagerung Rheinbergs (1598) wurden bei Mehrum Schwimmbrücken über den Rhein errichtet, um Rheinberg von den Spaniern zu befreien.
In Mehrum liegt der ehemalige Adelssitz Haus Mehrum.
Bedeutung erlangte Mehrum im Zweiten Weltkrieg, als die 9. US-Armee in der Nacht vom 23. auf den 24. März 1945 in Mehrum bei Stromkilometer 803,5 den Rhein überquerte und damit rechtsrheinisches Gebiet erreichte (Operation Plunder).